# Jean de Thévenot

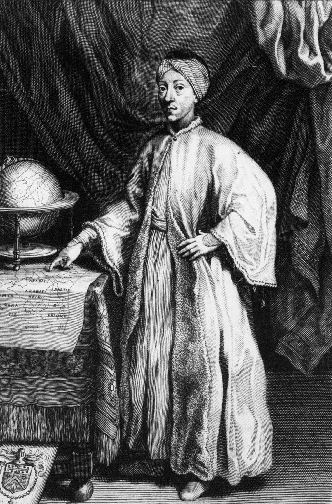
Jean de Thévenot, în „Relation d’un voyage fait au Levant” (1664)

Jean de Thévenot (n. 16 iunie 1633, Paris, Regatul Franței – d. 28 noiembrie 1667, Mianeh, Provincia Azarbaidjanul de Est, Iran) a fost un călător francez în est, care a scris pe larg despre călătoriile sale. A fost, de asemenea, lingvist, om de știință naturală și botanist.

## Educație
S-a născut la Paris și și-a primit educația la Collège de Navarra. A fost nepotul lui Melchisédech Thévenot, cu care este adesea confuz.

## Călătorii europene timpurii (1652-1655)
Thévenot a conceput dorința de a călători din citirea altor scrieri de călătorie, iar averea lui i-a permis să îndeplinească această dorință. Părăsind Franța în 1652, a vizitat pentru prima dată în Anglia, Olanda, Germania și Italia. La Roma l-a cunoscut pe D'Herbelot, care l-a invitat să-i fie tovarăș într-o călătorie proiectată în Levant. D'Herbelot a fost reținut de afaceri private, dar Thévenot a plecat de la Roma în mai 1655 și, după ce așteptat degeaba cinci luni la Malta, s-a îndreptat singur spre Constantinopol.

## Primele călătorii în Orientul Apropiat și Mijlociu (1655-1663)
A rămas la Constantinopol până în august, anul următor, apoi a mers la Smyrna, insulele grecești și, în sfârșit, în Egipt, aterizând la Alexandria în ziua de Anul Nou, 1657. A stat un an în Egipt, apoi a vizitat Sinaiul și la întoarcere spre Cairo s-a alăturat caravanei de pelerini de la Ierusalim. El a vizitat principalele locuri de pelerinaj din Palestina și, după ce a fost luat de două ori de corsari, a revenit la Damietta pe mare și a fost din nou la Cairo, la timp pentru a vedea deschiderea canalului în ascensiunea Nilului (14 august 1658).
În ianuarie 1659 a navigat din Alexandria într-o navă engleză, vizitând Goletta și Tunis (Tunisia) pe drum, după un puternic conflict cu corsarii spanioli, a ajuns la Leghorn (Italia) pe 12 aprilie. Mai apoi a petrecut patru ani acasă studiind ceea ce este util unui călător.

## Alte călătorii (1663-1667)
În noiembrie 1663 a plecat din nou spre est, la Alexandria mai apoi aterizând la Sidon, de unde a mers prin țară către Damasc, Alep, și apoi prin Mesopotamia spre Mosul, Bagdad și Mendeli.
A intrat în Persia (27 august 1664), mergând de la Kermanshah și Hamadan până la Isfahan, unde a petrecut cinci luni (octombrie 1664 - februarie 1665), apoi s-a alăturat companiei cu negustorul Tavernier, procedat de Shiraz și Lar către Bander-Abbasi, în speranța de a găsi un pasaj către India. Acest lucru a fost dificil, din cauza opoziției olandezilor și, deși Tavernier a putut continua, Thévenot a considerat că este prudent să se întoarcă la Shiraz. După ce a vizitat ruinele Persepolisului, a plecat spre Basra și apoi spre India, la 6 noiembrie 1665, pe nava „Hopewell”, ajungând în portul Surat la 10 ianuarie 1666.
A fost în Imperiul Mughal din India timp de treisprezece luni și a traversat țara prin Golconda până la Masulipatam, întorcându-se spre Surat, de unde a navigat în Bander-Abbasi și a urcat la Shiraz. A petrecut vara anului 1667 la Isfahan, rănit fiind de descărcarea accidentală a unui pistol; iar în octombrie a pornit spre Tabriz, dar a murit pe drum spre Mianeh la 28 noiembrie 1667.

## Abilități lingvistice și științe naturale
Thévenot era un poliglot realizat, priceput în turcă, arabă și persană și un observator curios și harnic. De asemenea, a fost foarte priceput în științele naturii, în special în botanică, pentru care a făcut colecții mari în India.

## Scrierea călătoriilor
Relatarea primei sale călătorii a fost publicată la Paris în 1665, cu titlul Relation d’un voyage fait au Levant. Cuprinde prima parte a Călătoriilor sale. Licența este datată din decembrie 1663 și prefața arată că Thévenot însuși a aranjat-o pentru publicare înainte de a pleca în cel de-al doilea voiaj. Printre altele, a fost unul dintre călătorii europeni care a inclus o poveste despre originile documentului arab medieval, Achtinamul lui Muhammad, care susține că profetul islamic, Muhammad, a conferit personal o acordare de protecție și alte privilegii pentru călugări ai Mănăstirii Sfânta Ecaterina din Egipt.
Partea a doua și a treia din Călătoriile lui Thévenot au fost publicate postum din jurnalele sale din 1674 și 1684 (toate cvartele). O ediție colectată a apărut la Paris în 1689, duodecimos în același an și la Amsterdam în 1727 (5 vol.). Există o traducere timpurie în engleză de A. Lovell (folio, Londra, 1687).